# Dysdera flavitarsis
Dysdera flavitarsis este o specie de păianjeni din genul Dysdera, familia Dysderidae, descrisă de Simon în anul 1882.
Este endemică în Spania. Conform Catalogue of Life specia Dysdera flavitarsis nu are subspecii cunoscute.